# Ioannis Rallis
Ioannis Rallis (griechisch Ιωάννης Δ. Ράλλης, * 1878 in Athen; † 26. Oktober 1946) war ein griechischer Politiker und Ministerpräsident während der deutschen Besetzung Griechenlands (1943–1944).

## Herkunft und Studium
Rallis entstammte einer Familie mit Wurzeln bis in die byzantinische Zeit, deren Angehörige seit dem 15. Jahrhundert verschiedene öffentliche Ämter bekleideten. Er wuchs als Sohn des Ministerpräsidenten Dimitrios Rallis auf und studierte nach seinem Abitur Rechtswissenschaften an der Nationalen und Kapodistrias-Universität Athen sowie später postgradual in Frankreich und Deutschland. Nach seiner Rückkehr nach Griechenland ließ er sich als Rechtsanwalt nieder. Sein Sohn Georgios Rallis war kurzfristig ebenfalls Ministerpräsident.

## Politische Laufbahn

### Abgeordneter
Rallis begann seine politische Laufbahn 1905 mit der Wahl zum Abgeordneten der Nationalversammlung (Voulí ton Ellínon). Dem Parlament gehörte er bis 1935 an. Er vertrat zunächst die Interessen der Volkspartei (griechisch Λαϊκό κόμμα) der späteren Ministerpräsidenten Dimitrios Gounaris und Panagis Tsaldaris.
1933 kam es zu Meinungsverschiedenheiten mit Tsaldaris, so dass er bei den Wahlen vom Juni 1935 als Kandidat der Freidenkerpartei von Ioannis Metaxas für das Parlament kandidierte. Ihm gelang jedoch nicht die Wiederwahl. Bei der Wahl zur Nationalversammlung vom 26. Januar 1936 kandidierte er erfolgreich für das Wahlbündnis von Georgios Kondylis und Ioannis Theotokis. In der Folgezeit war das politische Leben durch eine große Instabilität geprägt. Die Liberale Partei (griechisch Κόμμα Φιλελευθέρων) von Themistoklis Sofoulis verfügte zwar über die meisten Parlamentssitze, konnte jedoch keine Regierung bilden. Wenige Monate später kam es am 4. August 1936 zur Auflösung der Nationalversammlung durch den Diktator Metaxas. Rallis war trotz seiner persönlichen Freundschaft zu Metaxas ein Hauptkritiker dieser Auflösung.

### Minister
Am 18. November 1920 berief ihn sein Vater zum Marineminister in sein bis zum 6. Februar 1921 amtierendes Kabinett. Vom 26. August 1921 bis zum 2. März 1922 gehörte er dann dem zweiten Kabinett von Gounaris als Wirtschaftsminister an. Später war er vom 4. November 1932 bis zum 16. Januar 1933 Außenminister im ersten Kabinett von Tsaldaris.
Nach dem Wahlerfolg der Volkspartei bei den Parlamentswahlen vom 5. März 1933 wurde er von Tsaldaris am 10. März 1933 zum Innenminister berufen. Dem Kabinett gehörte er bis zum 13. August 1933 an. Nach Meinungsverschiedenheiten mit dem Ministerpräsidenten trat er jedoch zurück und bald darauf aus der Volkspartei aus.

### Ministerpräsident unter der deutschen Besatzung und Verurteilung
Am 7. April 1943 wurde Rallis als Nachfolger von Konstantinos Logothetopoulos zum dritten (und letzten) Ministerpräsidenten während der deutschen Besetzung Griechenlands ernannt. Vorausgegangen waren Konflikte zu seinem Sohn Georgios Rallis. Anders als sein Vorgänger entwickelte er im Auftrag der Besatzer eine Strategie gegen den Widerstand aus der Bevölkerung durch Aufstellung sogenannter Sicherheitsbataillone. Trotzdem kam es im Laufe seiner bis zum 12. Oktober 1944 laufenden Regierungszeit zunehmend zu einem Erstarken der griechischen Widerstandsbewegung, die ab dem 10. März 1944 mit Evripidis Bakirtzis und später Alexandros Svolos eigene Regierungen in den von ihnen kontrollierten Gebiete bildete.
Nach der Befreiung Griechenlands im Oktober 1944 wurde er verhaftet und anschließend durch ein Sondergericht wegen Kollaboration zu lebenslänglicher Haft verurteilt, in der er auch starb. Sein Sohn Georgios Rallis veröffentlichte ein Jahr nach seinem Tod 1947 posthum von ihm verfasste Texte aus der Haftzeit unter dem Titel Ioannis Rallis speaks from the grave.
| Vorgänger                                      | Amt                                                      | Nachfolger                                   |
| ---------------------------------------------- | -------------------------------------------------------- | -------------------------------------------- |
| Konstantinos Logothetopoulos (unter Besatzung) | Griechischer Premierminister 1943–1944 (unter Besatzung) | Georgios Papandreou (Rückkehr Exilregierung) |

| Personendaten    | Personendaten                                |
| ---------------- | -------------------------------------------- |
| NAME             | Rallis, Ioannis                              |
| ALTERNATIVNAMEN  | Ράλλης, Ιωάννης (griechisch)                 |
| KURZBESCHREIBUNG | griechischer Politiker und Ministerpräsident |
| GEBURTSDATUM     | 1878                                         |
| GEBURTSORT       | Athen                                        |
| STERBEDATUM      | 26. Oktober 1946                             |